# Japon aux Jeux paralympiques d'hiver de 2018
Le Japon participe aux Jeux paralympiques d'hiver de 2018 à Pyeongchang, en Corée du Sud, du 9 au 18 mars 2018. Il s'agit de la douzième participation de ce pays aux Jeux paralympiques d'hiver, le Japon ayant été présent à tous les Jeux.

## Composition de l'équipe
La délégation japonaise est composée de 38 athlètes prenant part aux compétitions dans 5 sports accompagnés d'un guide.

### Hockey sur glace
- Mikio Annaka
- Shinobu Fukushima
- Susumu Hirose
- Wataru Horie
- Hideaki Ishii
- Nao Kodama
- Masaharu Kumagai
- Eiji Misawa
- Kazuya Mochizuki
- Keisuke Nagumo
- Toshiyuki Nakamura
- Taimei Shiba
- Yoshihiro Shioya
- Satoru Sudo
- Kazuhiro Takahashi
- Daisuke Uehara
- Mamoru Yoshikawa

### Ski alpin
- Ammi Hondo
- Akira Kano
- Gakuta Koike
- Hiraku Misawa
- Taiki Morii
- Momoka Muraoka
- Kenji Natsume
- Takeshi Suzuki
- Kohei Takahashi

### Ski de fond et biathlon
Certains athlètes ne prennent part qu'aux compétitions de ski de fond, d'autres participent en ski de fond et en biathlon.
- Yurika Abe[2]
- Momoko Dekijima[2]
- Masaru Hoshizawa[2]
- Keigo Iwamoto
- Taiki Kawayoke
- Nonno Nitta
- Yoshihiro Nitta
- Keiichi Sato[2]
- Kazuto Takamura (guide : Yuhei Fujita)[2]

### Snowboard
- Gurimu Narita
- Daichi Oguri
- Atsushi Yamamoto